# 한국고전 시리즈
한국고전 시리즈는 한국방송공사에서 서울올림픽을 계기로 한국을 방문하는 외국인들에게 한국의 전통적 풍속과 해학성을 보여주는 것을 목적으로 한국의 고전 소설 춘향전을 비롯하여 배비장전, 심청전 등 세 편을 드라마로 제작 · 방영하였으며, 외국인들의 이해를 돕기 위해 국내 최초로 영어 자막을 곁들였다.

## 시리즈 목록
| # | 제목     | 방송 기간       | 방송 횟수 | 주요 인물     | 주요 인물     |
| # | 제목     | 방송 기간       | 방송 횟수 | 배역          | 연기자        |
| - | -------- | --------------- | --------- | ------------- | ------------- |
| 1 | 춘향전   | 1988년 9월 24일 | 1부작     | 성춘향 이몽룡 | 김혜수 손창민 |
| 2 | 배비장전 | 1988년 9월 25일 | 1부작     | 배비장        | 전세영        |
| 2 | 심청전   | 1988년 9월 26일 | 1부작     | 심청 심학규   | 하희라 정진   |